# Krasny Asawiec
Krasny Asawiec (biał. Красны Асавец, także Чырво́ны Асаве́ц, Czyrwony Asawiec; ros. Красный Осовец; hist.: pol. Cerkiewny Osowiec, biał. Царкоўны Асавец, ros. Церковный Осовец) – wieś na Białorusi, w obwodzie mohylewskim, w rejonie bychowskim, w sielsowiecie Sledziuki.
W XIX w. wieś i majątek ziemski należący do Derżańskich-Dekterewych i Kostyniczów. Cerkiewny Osowiec był wówczas siedzibą gminy. Do 1917 położony był w Rosji, w guberni mohylewskiej, w powiecie bychowskim. Następnie w granicach Związku Sowieckiego. Od 1991 w niepodległej Białorusi.